# Ładzin (województwo łódzkie)
Ładzin – wieś w Polsce położona w województwie łódzkim, w powiecie pajęczańskim, w gminie Pajęczno.
W latach 1975–1998 miejscowość administracyjnie należała do województwa częstochowskiego.
Miejscowość położona jest na Wyżynie Krakowsko-Częstochowskiej. Wieś posiada ok. 100 domów. Nieopodal niej znajduje się rezerwat przyrody Murowaniec. Mieszkańcy utrzymują się z rolnictwa (pola uprawne klas 2-4) i hodowli bydła.